# (20095) 1994 PG35
A (20095) 1994 PG35 a Naprendszer kisbolygóövében található aszteroida. Eric Walter Elst fedezte fel 1994. augusztus 10-én.